# 洛佩斯山
洛佩斯山（英語：Mount Lopez），是南極洲的山峰，位於埃爾斯沃思地的瑟斯頓島西部，處於蘭德福爾峰以東9公里，屬於沃克山脈的一部分，根據美國海軍拍攝的空中照片繪入地圖，現時由南極條約體系管理。